# Motion blur

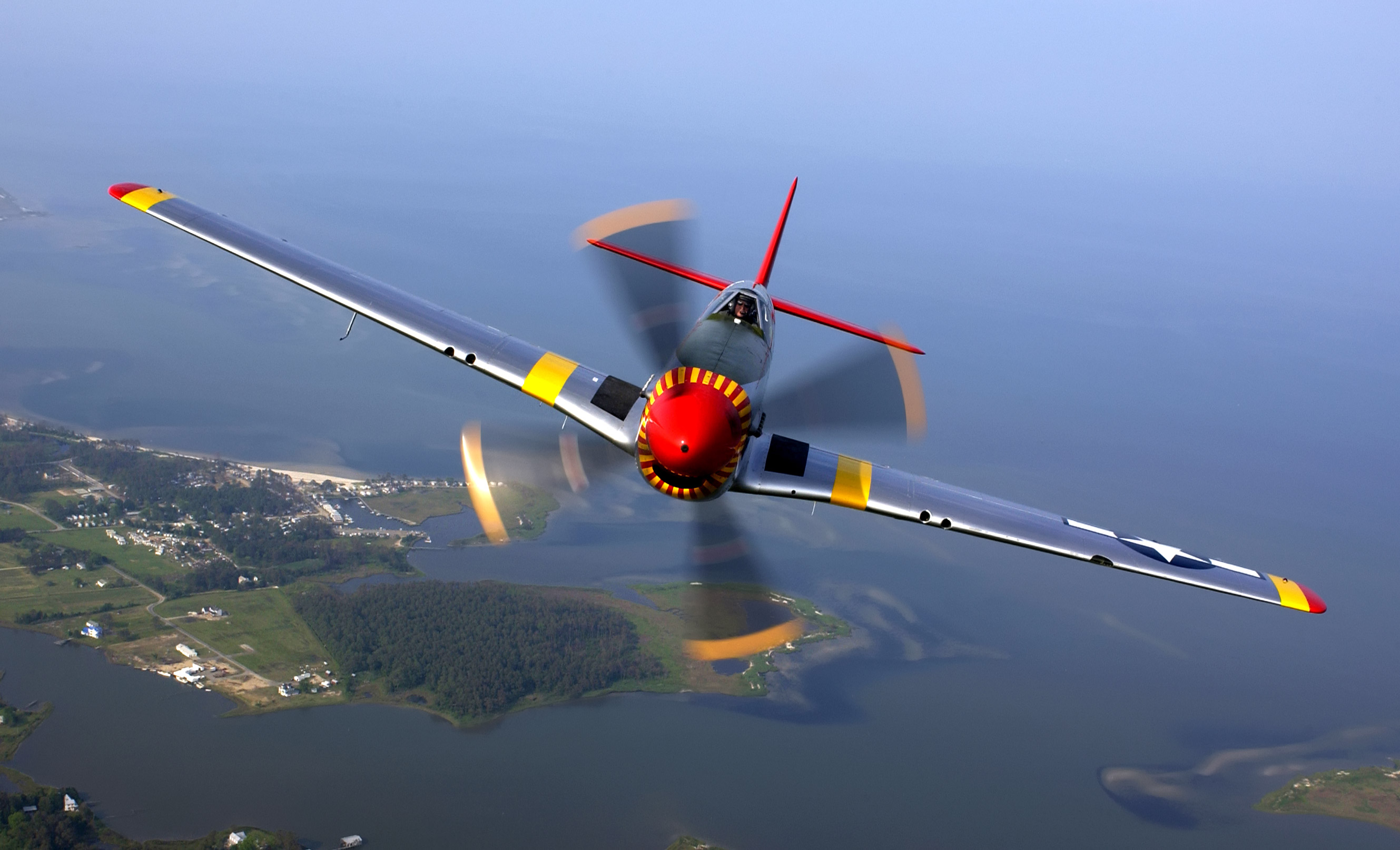
Chuyển động của cánh quạt máy bay.

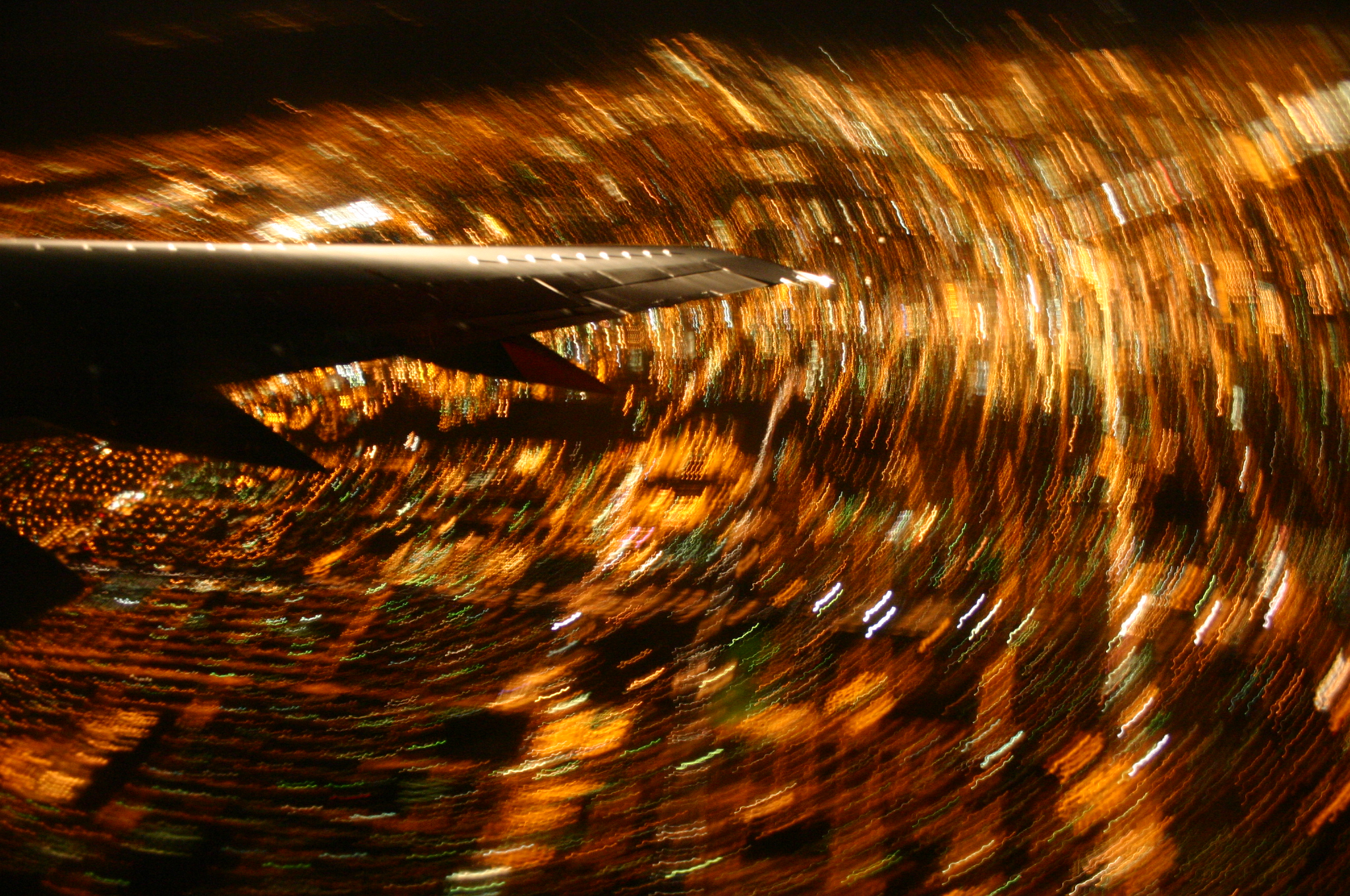
Máy bay quay vòng vào buổi đêm trên bầu trời ở Sân bay quốc tế San Jose.

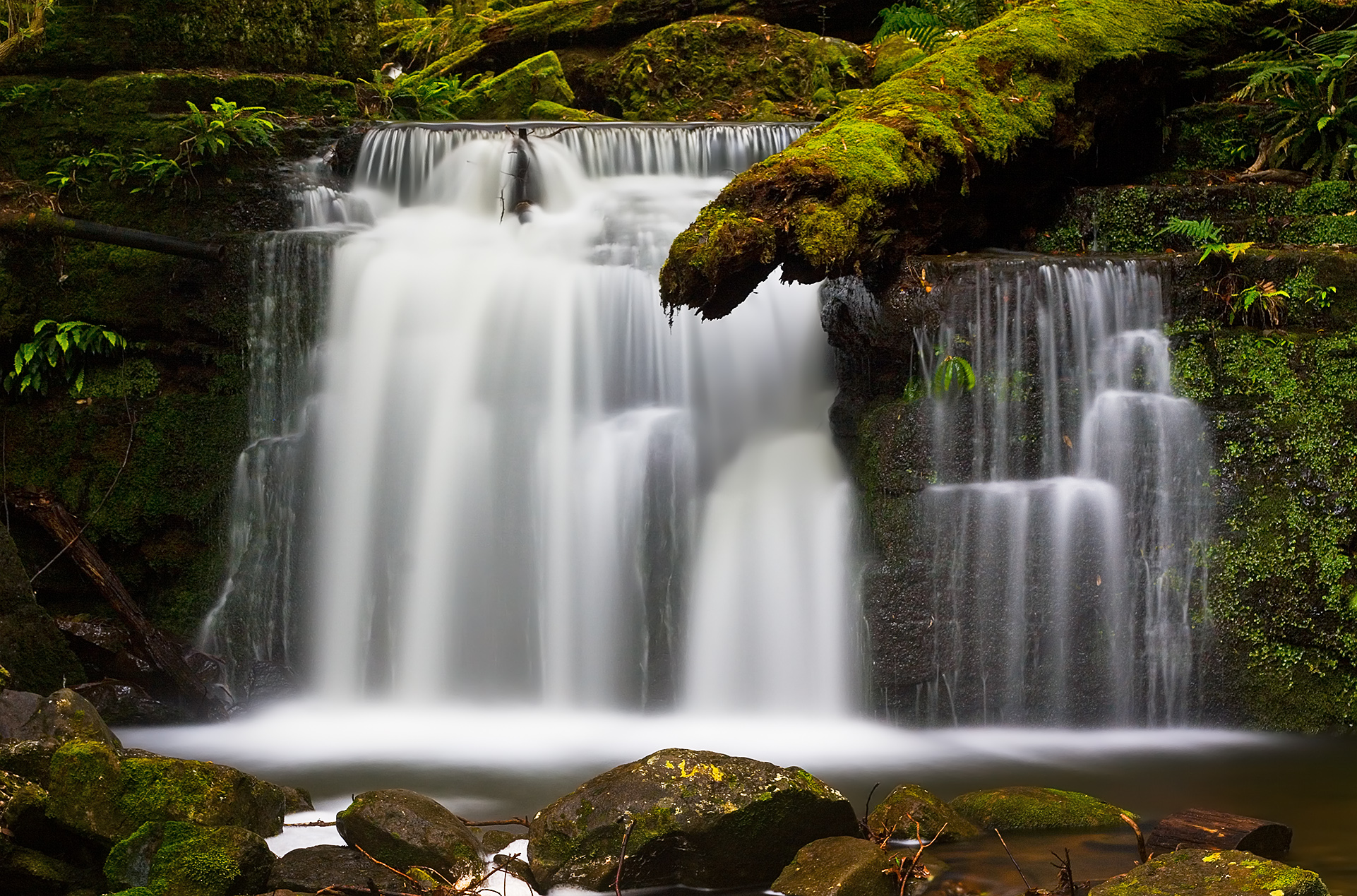
Chuyển động chậm của dòng thác nước nhờ kỹ thuật chụp Motion blur tạo nên hiệu ứng đẹp.

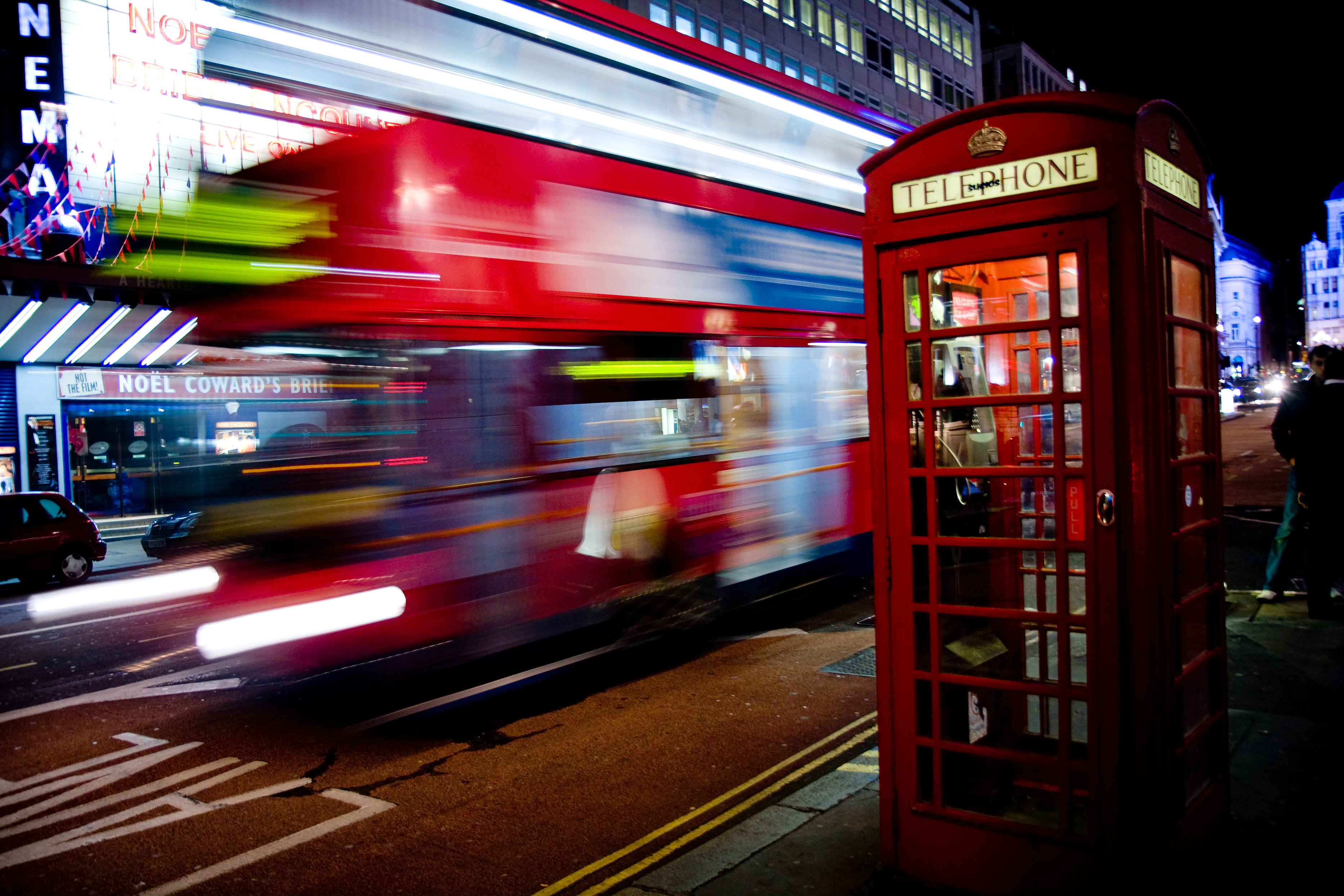
Chuyển động của xe buýt ngang qua buồng điện thoại công cộng ở Luân Đôn.

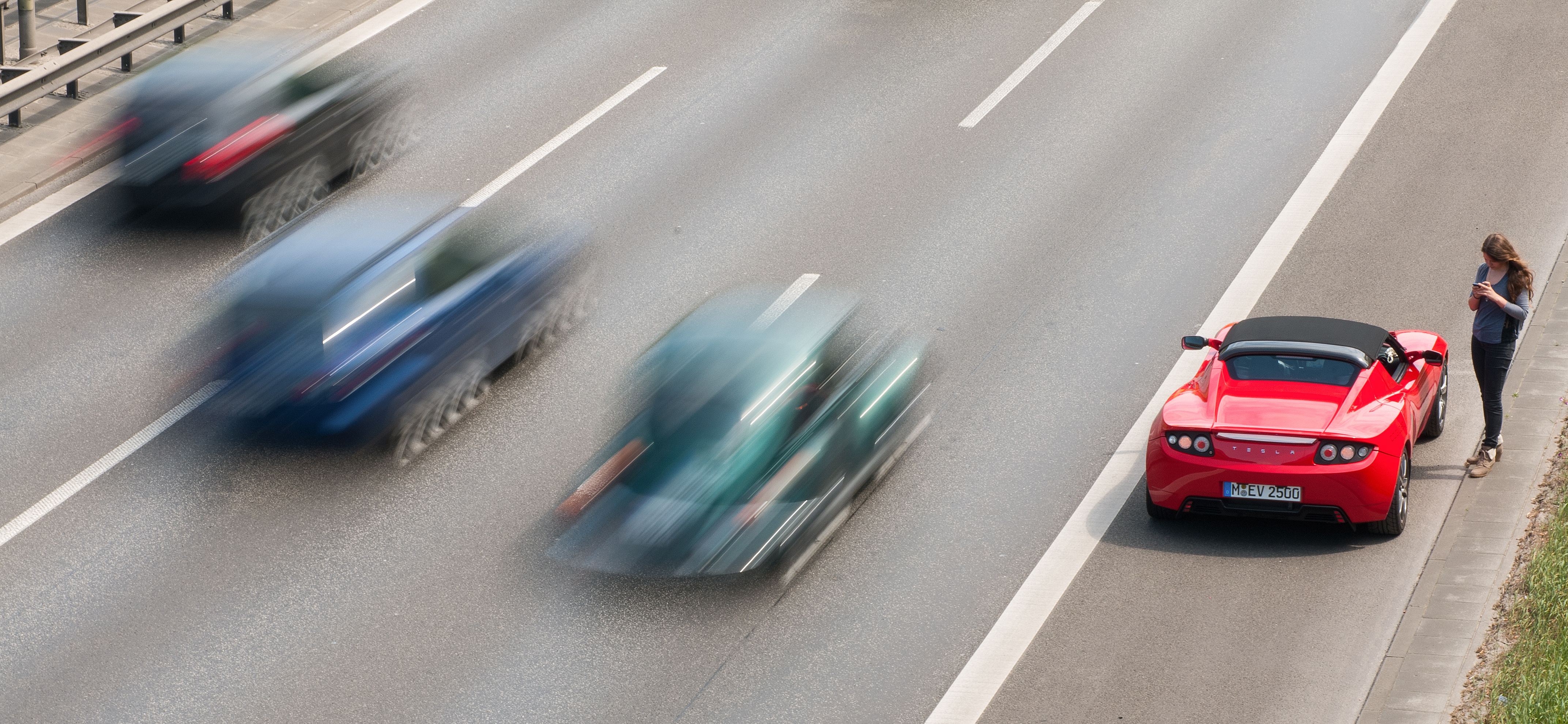

Motion Blur (hay Kĩ thuật làm mờ chuyển động) - là kĩ thuật cho phép ghi lại hình ảnh chuyển động nhanh, liên tiếp của các đối tượng giống như một bộ phim điện ảnh hay phim hoạt hình trong một khung hình duy nhất với một khoảng thời gian nhất định.

## Ứng dụng của Motion blur

### Trongnhiếp ảnh
Kỹ thuật chụp Motion blur cho phép bất kỳ đối tượng đang chuyển động nào lọt vào ống kính máy ảnh đều trông mờ hay nhòe hơn theo hướng tương ứng với chuyển động của đối tượng đó. Ảnh Motion blur thường cho ta cảm giác về tốc độ. Bạn có thể áp dụng hiệu ứng vào trong các bức hình của mình bằng cách giảm tốc độ cửa trập hoặc sử dụng Photoshop (đôi khi nó khiến cho các bức ảnh trở nên không tự nhiên và kém chuyên nghiệp).
Một trong những yêu cầu cơ bản của kỹ thuật chụp ảnh Motion Blur là giảm tốc độ cửa chập. Tốc độ cửa chập chậm có nghĩa là nhiều ánh sáng vào máy ảnh hơn. Do vậy, chụp ảnh Motion Blur trong điều kiện thừa sáng nếu không có cách giải quyết sẽ khiến bức ảnh thường bị cháy sáng.
Dưới đây là 3 phương pháp chính để giải quyết vấn đề này:

#### Độ mở ống kính nhỏ
Làm thế nào để giảm lượng ánh sáng đi vào máy ảnh để bù cho việc thời gian mở cửa trập lâu hơn? Thử nghĩ đến việc thay đổi kích cỡ của cái lỗ mà ánh sáng phải đi qua. Đây được gọi là điều chỉnh độ mở ống kính (Aperture) của máy ảnh.
Nếu bạn để chế độ Ưu tiên cửa trập thì máy sẽ tự điều chỉnh giúp bạn – nhưng nếu bạn để chế độ chỉnh tay thì bạn sẽ phải tự giảm độ mở ống kính xuống tương ứng với tốc độ cửa trập.
Điều này may mắn thay lại không khó như bạn tưởng. Bởi vì tốc độ cửa trập và độ mở ống kính thường được cấu tạo trong các "stop". Khi bạn giảm tốc độ cửa trập xuống một "stop" thì tức là bạn đã nhân đôi thời gian mà cửa trập mở (ví dụ – từ 1/250 lên 1/125). Điều này cũng đúng khi điều chỉnh độ mở ống kính – khi bạn giảm độ mở ống kính xuống một "stop" thì bạn cũng giảm kích cỡ của cửa trập khi mở ra là 50%. Như vậy khi bạn điều chỉnh 1 stop ở cái này thì bạn cũng cần điều chỉnh 1 stop ở cái kia để cho ra bức ảnh có phơi sáng đúng.

#### Giảm ISO
Một cách khác để bù cho lượng sáng nhiều vào máy khi để tốc độ cửa trập dài hơn là điều chỉnh thông số ISO trong máy ảnh. ISO ảnh hưởng đến độ nhạy của bộ cảm biến (sensor) trong máy kỹ thuật số. Thông số lớn hơn sẽ khiến cho máy ảnh nhạy hơn với ánh sáng và thông số thấp hơn sẽ làm cho bộ cảm biến ít nhạy sáng đi. Chọn thông số thấp và bạn sẽ thấy tốc độ cửa trập dài hơn.

#### Sử dụng kính lọc Neutral Density
Kính lọc Neutral Density (ND) giảm lượng sáng đi qua ống kính (lens) và vào trong máy ảnh sẽ giúp bạn có tốc độ cửa trập chậm.
Điều này giống như là đeo kính râm cho máy ảnh của bạn (trên thực tế một số người đã sử dụng kính râm khi không có sẵn kính lọc ND). Ví dụ, nếu bạn đang chụp ảnh phong cảnh với rất nhiều ánh sáng nhưng bạn lại muốn tăng thời gian cửa trập mở lên 1 giây hoặc hơn, có khả năng bức ảnh của bạn sẽ bị cháy sáng. Kính lọc ND rất có ích trong trường hợp muốn giảm tốc độ cửa trập đủ để có một bức ảnh cân bằng.
Nhờ việc sử dụng kính lọc ND mà ta có thể chụp được ảnh Motion Blur trong điều kiện ánh sáng ban ngày.
Một kiểu kính lọc khác có tác dụng tương tự là kính lọc phân cực Polarizing filter. Nhớ rằng kính lọc phân cực không chỉ giảm lượng ánh sáng mà nó cũng làm thay đổi bức ảnh của bạn theo cách này hay cách khác (ví dụ làm giảm độ phản chiếu và thậm chí còn làm thay đổi màu của bầu trời – bạn có thể thích hoặc không thích sự thay đổi này).

#### Hai phương pháp khác cho bạn thử nghiệm
Nếu bạn muốn chụp ảnh Motion blur hãy thử đồng bộ chậm đèn Flash (Slow Sync Flash). Kỹ thuật này kết hợp thời gian đóng máy dài cùng với sử dụng đèn flash, một số phần trong bức ảnh vẫn đứng yên trong khi những phần khác lại mờ nhòe.
Phương pháp thứ hai cũng đáng để thử là kỹ thuật lia máy – dịch chuyển máy ảnh của bạn cùng với đối tượng chụp, bạn sẽ có đối tượng chụp được focus nhưng nền phía sau lại mờ nhòe.